# Thilo Sarrazin

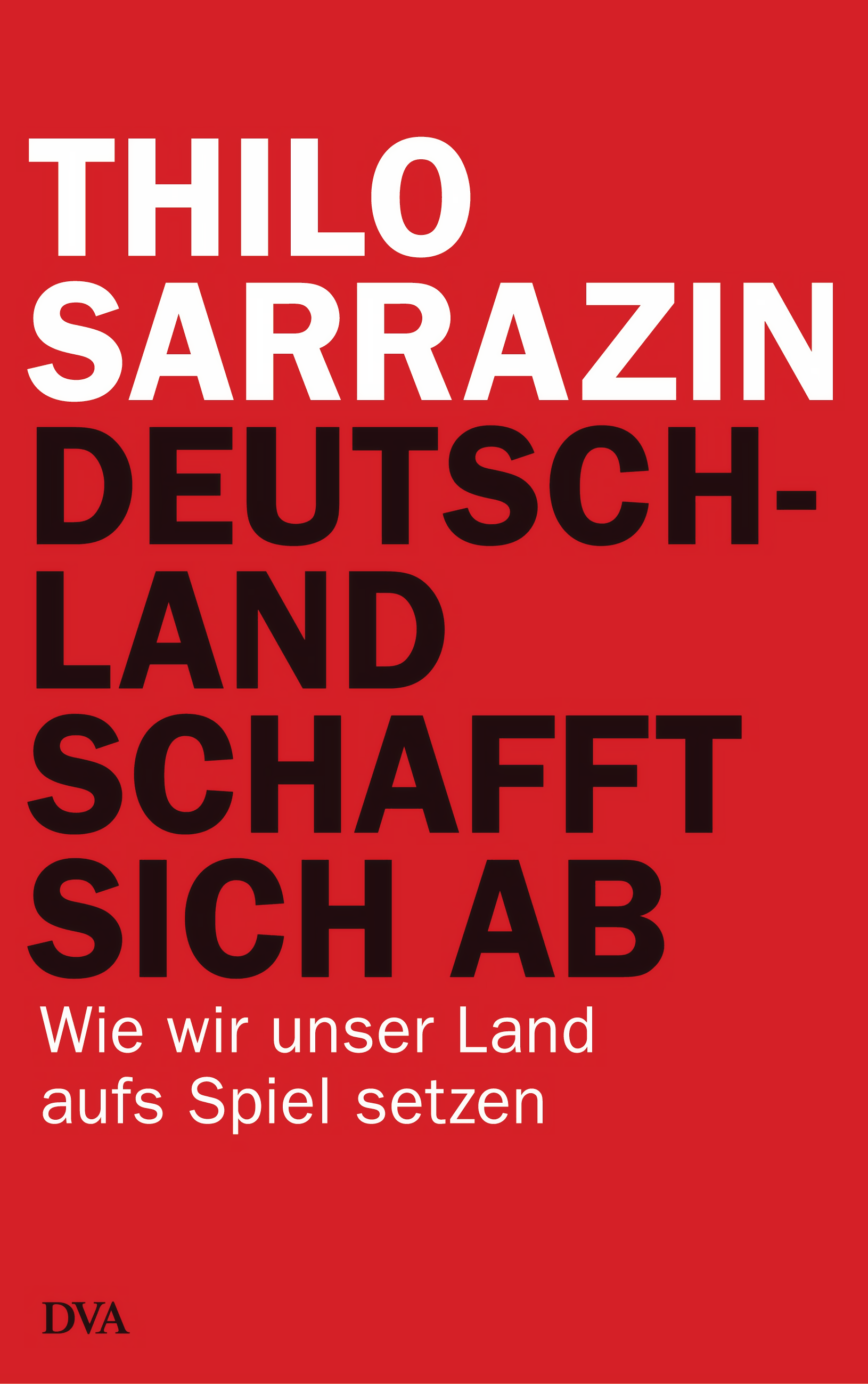
Sarrazin, Thilo. Deutschland schafft sich ab

Thilo Sarrazin (* 12. února 1945, Gera) je německý politik (SPD), bývalý ministr financí spolkové země Berlín.

## Život
Vystudoval národohospodářství na univerzitě v Bonnu.
V roce 1975 začal pracovat na referentské pozici Federálního ministerstva financí v Berlíně. Do roku 1981 pak působil na pozici vedoucího kanceláře na Ministerstvu práce a sociálních věcí a v roce 1981 se vrátil zpět do Federálního ministerstva financí v Berlíně na pozici hlavního sekretáře ministra financí za stranu SPD, kde působil až do roku 1990. Zde pokračoval v prácil i přes neúčast domovské strany SPD ve vládě na vedoucích místech různých odborů.
V letech 1990 až 1991 byl zaměstnancem Treuhandanstaltu, úřadu, který řídil privatizaci a stabilizaci majetku státních podníků bývalé Německé demokratické republiky.
Až do roku 1997 byl hlavním sekretářem Ministerstva financí spolkové republiky Porýní-Falc.
Mezi lety 2000 a 2001 byl zaměstnancem státem vlastněných železnic Deutsche Bahn, které nebyly v dobré finanční kondici. V prvních měsících se podílel na auditu majetku Deutsche Bahn, od 1. září se pak stal členem představenstva DB Netz, společnosti vlastněné Deutsche Bahn a spravující německou železniční infrastrukturu. Thilo Sarrazin je považován za klíčovou osobu, která prosadila v německých státních drahách efektivní řízení nákladů a výdajů a tak maximální a účinné vynakládání prostředků na udržitelnou modernizaci.
V lednu 2002 se stává tzv. Finančním senátorem státu Berlín. Zadlužený stát s neefektivními výdaji zejména v oblasti sociálního zabezpečení zatěžoval státní pokladnu i přes neuspokojivé výsledky v sociální situaci občanů. Thilo Sarrazin díky silným škrtům v této oblasti, zpřehlednění státního účetnictví a vnucením striktního dodržování poměru nákladů a příjmů ve všech ekonomických státem řízených oblastech vyvolal několik protestů a vysloužil si kritiku z vlastní domovské strany. Berlínu nicméně radikálně snížil veřejné zadlužení.
Od 30. dubna 2009 do roku 2010 byl členem představenstva Spolkové banky. Zde byl odpovědný za oblast informačních technologií a risk managementu. 2. října 2010 byl odvolán  a to na základě tlaku po vydání jeho první knihy Deutschland schafft sich ab (v České republice vydané pod názvem Německo páchá sebevraždu).
Je znám díky svým názorům na problematiku Evropské unie a její hospodářské a měnové politiky, imigrace a sociálního zabezpečení a jejich dopadu na ekonomické zdraví Německa a německé společnosti. Jeho názory zejména na imigraci do Německa se staly veřejně známými v jeho knize Deutschland schafft sich ab s podtitulem Wie wir unser Land aufs Spiel setzen (Jak dáváme vlastní zemi všanc). Po jejím uvedení na trh si vysloužil tvrdou kritiku, dokonce i výhrůžky smrtí.
V listopadu 2016 podepsal smlouvu s mnichovským nakladatelstvím Random House na novou knihu s pracovním názvem Feindliche Übernahme: Wie der Islam den Fortschritt behindert und die Gesellschaft bedroht (český volný překlad: Nepřátelské převzetí: Jak islám zabraňuje pokroku a ohrožuje společnost). Nakladatelství Random House se však rozhodlo plánované vydání knihy v srpnu roku 2018 zrušit a knihu dále nevydat. Jako hlavní důvod je uváděno nebezpečí posílení nepřátelských postojů vůči muslimské komunitě v německé společnosti. Thilo Sarrazin se poté rozhodl nakladatelství zažalovat pro porušení smlouvy. 
Na výrok německé kancléřky Angely Merkelové, že "je islám součástí evropských tradic a kultury", odvětil, že nemá pravdu.
31. července 2020 byl po dvou neúspěšných pokusech vyloučen z domovské strany SPD. Byl členem strany od roku 1973.

## Publikační činnost
- SARRAZIN, T. Feindliche Übernahme: Wie der Islam den Fortschritt behindert und die Gesellschaft bedroht, FinanzBuch Verlag, 2018. 450 S. (český překlad: Nepřátelské převzetí: Jak islám brání pokroku a ohrožuje společnost. Leda, spol. s r.o, 2019. 544 s. Překlad Aleš Valenta. ISBN 978-80-7335-601-9)
- SARRAZIN, T. Wunschdenken, Europa, Währung, Bildung, Einwanderung - warum Politik so häufig scheitert, Deutsche Verlags-Anstalt, 2016. (český překlad: Přání otcem myšlenky: Evropa, měna, vzdělanost, přistěhovalectví: proč politika tak často selhává, Academia, 2017. 503 S. Překlad: František Štícha)
- SARRAZIN, T. WILLSCH, Klaus-Peter; RAAP, Christian. Von Rettern und Rebellen: Ein Blick hinter die Kulissen unserer Demokratie, FinanzBuch Verlag, 2015. 288 S.
- SARRAZIN, T. Der neue Tugendterror: Über die Grenzen der Meinungsfreiheit in Deutschland. Deutsche Verlags-Anstalt, 2014. 400 S. (český překlad: Teror ctnosti: O hranicích názorové svobody v Německu. Academia, 2015. 336 S. Překlad: František Štícha)
- SARRAZIN, T. Europa braucht den Euro nicht: Wie uns politisches Wunschdenken in die Krise geführt hat. Deutsche Verlags-Anstalt, 2012. 464 S. (český překlad: Evropa Euro nepotřebuje: Jak nás politické vizionářství zavedlo do krize. Academia, 2013. 380 S. Překlad: František Štícha)
- SARRAZIN, T. Deutschland schafft sich ab: Wie wir unser Land aufs Spiel setzen. Deutsche Verlags-Anstalt, 2010. 464 S. (český překlad: Německo páchá sebevraždu. Academia, 2011. 432 S. Překlad: František Štícha)
- SARRAZIN, T. Der Euro, Chance oder Abenteuer? Dietz Verlag J.H.W. Nachf, 1998. 288 S.